# Jan Orsza-Łukaszewicz
Jan Orsza-Łukaszewicz, znany również jako Jan Orsza (ur. 24 czerwca 1907 w Kamionkach, zm. 13 listopada 1985 w Warszawie) – polski aktor teatralny i filmowy, reżyser.

## Życiorys
W 1928 roku zdał aktorski egzamin eksternistyczny ZASP. 18 lutego 1963 roku zdał natomiast reżyserski egzamin eksternistyczny w Warszawie.
Do zawodu aktorskiego przygotowywał się we Lwowie, m.in. pod okiem Janusza Strachockiego. Pracował w Płocku, Lublinie, Łodzi, Lwowie i Łucku. W trakcie wojny pracował w lokalach gastronomicznych we Lwowie i Warszawie. W latach 1944–47 przebywał w ZSRR. Po wojnie pracował w następujących teatrach:
- Ludowy Teatr Muzyczny w Warszawie (1948-50)
- Teatr Powszechny w Warszawie (1951-55)
- Teatr im. Wandy Siemaszkowej w Rzeszowie (1955-56)
- Teatry Dolnośląskie w Jeleniej Górze (1956-60) (także jako reżyser, w latach 1957-60 pełnił również funkcję kierownika artystycznego filii w Wałbrzychu)
- Teatr im. Aleksandra Fredry w Gnieźnie (1961-66)

Pochowany na cmentarzu Północnym w Warszawie.

## Filmografia
- 1956: Trzy kobiety
- 1973: Stacja bezsenność
- 1973: Przejście podziemne − pobity mężczyzna
- 1974: Najważniejszy dzień życia − uczestnik „Wielkiej Gry” (odc. 2)
- 1976: Złota kaczka − mężczyzna w karczmie
- 1976: Polskie drogi − profesor UJ (odc. 2), naczelnik poczty (odc. 4)
- 1976: Con amore − pasażer pociągu
- 1977-1978: Parada oszustów − kelner w hotelu „Ambasador” (odc. 2), gracz przy ruletce (odc. 4)
- 1978: Układ krążenia − Antoni Tomal (odc. 2)
- 1978: Ślad na ziemi − gość na ceremonii złotych godów u Jasparskich (odc. 5)
- 1979: Klincz − lekarz Bowena
- 1980: Zamach stanu − obrońca w procesie brzeskim
- 1980: Punkt widzenia − pacjent Kazika Sieradzkiego (odc. 6)
- 1980: Powstanie Listopadowe. 1830–1831
- 1980: Nic nie stoi na przeszkodzie − staruszek, pensjonariusz domu starców
- 1980: Dzień Wisły
- 1980: Droga − chłop na odpuście
- 1980-1982: Dom − profesor ortopeda (odc. 7 i 11), starszy pan przy budce telefonicznej (odc. 9)
- 1981: Najdłuższa wojna nowoczesnej Europy (odc. 12)
- 1981: Czwartki ubogich
- 1982: Życie Kamila Kuranta − radca na obiedzie u Gorlickiej (odc. 3)
- 1983: Na odsiecz Wiedniowi
- 1983: Katastrofa w Gibraltarze − stary generał polski
- 1983: Fachowiec
- 1983: Alternatywy 4 − strażnik w „parku” (odc. 8)
- 1984: Siedem życzeń − pracownik muzeum (odc. 6)
- 1985: Zamach stanu − obrońca w procesie brzeskim
- 1985: C.K. Dezerterzy − starszy pan
- 1986: Zmiennicy − szatniarz w restauracji dworcowej w Kutnie (odc. 8)

## Teatr Telewizji
Ma na koncie kilkanaście ról w spektaklach teatru telewizji. Zagrał m.in. w sztuce „Epilog Norymberski” (1969r.), „Balladyna” (1970r.) i „Czarownica” (1973)